# Снежен буревестник
Снежният буревестник (Pagodroma nivea) е вид птица от семейство буревестникови (Procellariidae), единствен представител на род снежни буревестници (Pagodroma).

## Разпространение
Видът е разпространен в Антарктида, Аржентина, Остров Буве, Фолкландски острови, Френски южни и антарктически територии, Чили и Южна Джорджия и Южни Сандвичеви острови.